# Букин, Владимир Валентинович (певец)
Влади́мир Валенти́нович Бу́кин (26 ноября 1950, пос. Жаворонки, Московская область — 25 сентября 2018, Москва) — оперный певец (драматический баритон), солист Большого театра (1982—2002); Заслуженный артист РФ.

## Биография
Учился в детской музыкальной школе им. И. О. Дунаевского. В 1984 г. окончил факультет сольного академического пения Государственного музыкально-педагогического института имени Гнесиных (класс А. Г. Розума).
Более 20 лет служил в Государственном Академическом Большом театре России: с 1982 — стажёр, в 1984—2002 гг. — солист.
Выступал с концертами.
Учредитель и художественный руководитель «Национального оперного театра антрепризы (НОТА)».

## Творчество
Оперные партии
- Грязной («Царская Невеста»)
- Мизгирь («Снегурочка» Римского-Корсакова)
- Томский («Пиковая Дама»)
- Онегин («Евгений Онегин» Чайковского)
- Скарпиа («Тоска» Пуччини)
- Альфио («Сельская честь» Масканьи)
- Игорь («Князь Игорь» Бородина)
- Алеко («Алеко» Рахманинова)
- Яго («Отелло»)
- Риголетто («Риголетто» Верди) и др.

Владеет обширным концертным репертуаром (романсы, неаполитанские, русские, украинские песни).

## Награды и признание
- Заслуженный артист РФ (1999);
- лауреат конкурса имени Ф. Шаляпина;
- дипломант фестивалей «Россия Православная», имени М. Михайлова, В. Барсовой, М. Максаковой.